# Giro di Romagna 1979
Il Giro di Romagna 1979, cinquantaquattresima edizione della corsa, si svolse il 17 giugno 1979 su un percorso di 240 km. La vittoria fu appannaggio dell'italiano Gianbattista Baronchelli, che completò il percorso in 6h15'00", precedendo i connazionali Valerio Lualdi e Roberto Visentini.

## Ordine d'arrivo (Top 10)
| Pos. | Corridore                | Squadra             | Tempo    |
| ---- | ------------------------ | ------------------- | -------- |
| 1    | Gianbattista Baronchelli | Magniflex-Famcucine | 6h15'00" |
| 2    | Valerio Lualdi           | Bianchi-Faema       | s.t.     |
| 3    | Roberto Visentini        | C.B.M. Fast-Gaggia  | s.t.     |
| 4    | Marino Amadori           | Sapa Assicurazioni  | s.t.     |
| 5    | Mario Fraccaro           | Mecap-Hoonved       | a 1'10"  |
| 6    | Silvano Contini          | Bianchi-Faema       | s.t.     |
| 7    | Bernt Johansson          | Magniflex-Famcucine | s.t.     |
| 8    | Alessandro Pozzi         | Bianchi-Faema       | s.t.     |
| 9    | Giancarlo Casiraghi      | Sapa Assicurazioni  | s.t.     |
| 10   | Alfio Vandi              | Magniflex-Famcucine | s.t.     |